# Davide Tizzano
Davide Tizzano, né le 21 mai 1968 à Naples, est un rameur en aviron italien. Il a remporté la médaille d'or en quatre de couple aux Jeux de Séoul en 1988 avec ses compatriotes Agostino Abbagnale, Gianluca Farina et Piero Poli. Huit ans plus tard il devient champion olympique du deux de couple lors des Jeux olympiques de 1996 se tenant à Atlanta avec Agostino Abbagnale.

## Palmarès
- Champion olympique en quatre de couple aux Jeux olympiques d'été de 1988 à Séoul ( Corée du Sud)
- Champion olympique en deux de couple aux Jeux olympiques d'été de 1996 à Atlanta ( États-Unis)